# جيمس كينيث إرفينغ
جيمس كينيث إرفينغ هو رائد أعمال كندي، ولد في 20 مارس 1928.